# Jungermannia purpurata
Jungermannia purpurata là một loài Rêu trong họ Jungermanniaceae. Loài này được Mitt. mô tả khoa học đầu tiên năm 1860.